# 린두루세트
린두루세트(Rousettus linduensis)는 큰박쥐과 루세트박쥐속에 속하는 박쥐의 일종이다. 인도네시아의 토착종으로 술라웨시 중부 로레 린두 국립공원의 습지 숲에서 4점의 표본만이 수집되었다. 2003년에 겨우 기술되었고, 가장 최근에 루세트박쥐속(Rousettus)으로 분류되었다.